# Lepidosaphes keteleeriae
Lepidosaphes keteleeriae är en insektsart som beskrevs av Ferris 1953. Lepidosaphes keteleeriae ingår i släktet Lepidosaphes och familjen pansarsköldlöss. Inga underarter finns listade i Catalogue of Life.